# Raymond Moore (fotógrafo)
Raymond Moore (1920 - 1987) fue un fotógrafo inglés que contribuyó a la valoración de la fotografía como arte.
Nació en Wallasey que en esa época pertenecía al condado de Cheshire, su padre que era arquitecto y su abuelo eran aficionados a la fotografía. Durante la Segunda Guerra Mundial estuvo enrolado en la Royal Air Force y al finalizar estudió pintura en el Royal College of Art lo que le permitió enseñar fotografía en el Watford College cuando se graduó. En aquella época la fotografía no tenía la consideración de arte comercializable con excepción de su venta como antigüedades ya que las ideas dominantes eran de tipo pictorialista y la fotografía era una imitación de lo pictórico. Sin embargo, de acuerdo con los planteamientos aportados por Hugo van Wadenoyen y otros fotógrafos británicos comenzó un proceso de ruptura con el pictorialismo similar al planteado por otros movimientos como la fotografía subjetiva.
Las fotografías de su primera exposición en solitario de 1959 eran en blanco y negro y su tema principal trataba sobre los paisajes de Gran Bretaña. Durante 1968 estuvo visitando los Estados Unidos y trabajó con Minor White en el Instituto de Tecnología de Massachusetts, en esta estancia pudo conocer el trabajo de Harry Callahan y Aaron Siskind que tuvo cierta influencia en su obra posterior, dos años después realizó un importante exposición en el Instituto de Arte de Chicago. En 1976 realizó su exposición más valorada ya que supuso un reconocimiento a su labor a favor de la consideración artística de la fotografía, esta exposición denominada como Three perspectives on Photogarphy (Tres perspectivas en fotografía se realizó en la galería de arte The Hayward.
Aunque las publicaciones sobre su trabajo no son muy numerosas se puede citar las siguientes:
- Photographs que es una publicación de 1968 del Welsh Arts Council.
- Murmurs at Every Turn: The Photographs of Raymond Moore, publicado por Travelling Light en 1981.
- Every So Often: Photographs, publicado por la BBC en 1983 y que adjuntaba un reportaje televisivo sobre Moore.
- 49 Prints, publicado por el British Council en 1986.